# 阿波罗任务类型列表
1967年9月，德克萨斯州休斯敦载人航天中心的"欧文·梅纳德"(Owen Maynard)，提出了一个最终实现载人登月的阿波罗系列任务。它共分为七类，每类测试一组特定的组件和任务，每类任务的实施都必须建立在前一类成功完成的基础上，它些是：
- A - 无人的土星5号运载火箭和指令舱/服务舱(CSM)开发(阿波罗4号、阿波罗6号)。
- B - 无人登月舱(LM)开发(阿波罗5号)。
- C - 近地轨道载人指令舱/服务舱(CSM)评估(阿波罗7号)。
- D - 近地轨道载人指令舱/服务舱(CSM)和登月舱开发(原计划为阿波罗8号；后由阿波罗9号试飞)。
- E - 载人指令舱/服务舱和登月舱对接操作，在中地轨道上模拟月球任务，最远点3500海里(6500公里)，从未飞过。

由于首个载人登月舱"LM-3"不能在1968年12月阿波罗8号原定发射时间前准备好，该计划的顺序被修变。因此，阿波罗8号只使用指令/服务舱作绕月飞行(有时被称为“C 主要使命”)，E任务被取消。
- F - 载人指令舱/服务舱(CSM)和登月舱(LM)在月球轨道作对接操作，为首次登陆(阿波罗10号)进行“彩排”。
- G - 第一次载人登月(阿波罗11号)
- H - 精确登陆并在月球最多停留两天，两次月球舱外活动或“月球行走”(阿波罗12号、阿波罗13号(计划的)、阿波罗14号)。
- I - 指令舱/服务舱(CSM)通过安装在服务舱托架中的科学仪表舱作长期间月轨探测，这些都被纳入J任务。
- J - 使用扩展的登月舱(LM)在月停留三天，并携带了三片太阳能板和一架月球车(阿波罗15号、阿波罗16号、阿波罗17号)。阿波罗18号-20号本用于J阶段任务，而阿波罗15号原本计划用于H阶段任务，但在计划被缩减后，阿波罗15号被晋升到"J任务"。